# ليوناردو دياز (منافس ألعاب قوى)
ليوناردو دياز هو منافس ألعاب قوى كوبي، ولد في 16 فبراير 1975 في بايامو في كوبا.